# Israel Rosenthal
Esajas Emil Israel Rosenthal, född 23 september 1851 i Köpenhamn, död där 31 mars 1920, var en dansk läkare.
Rosenthal blev candidatus medicinæ 1875 och disputerade för doktorsgraden 1882 på avhandlingen Pleuritis hos Børn. Han var förste underläkare vid Kommunehospitalet 1882–1885 och överläkare där från 1896. Han var som kliniker främst intresserad av bröstsjukdomarna, särskilt lungtuberkulosen. Han var en av de ledande läkarna i kampen mot denna sjukdom och vann på detta område internationellt erkännande. Han var ledamot av en lång rad styrelser för sanitära och humanitära institutioner samt ingick i många kommittéer och kommissioner (Bispebjerg Hospital). Han var en flitig författare inom sitt specialområde.